# Sphère d'Hoberman

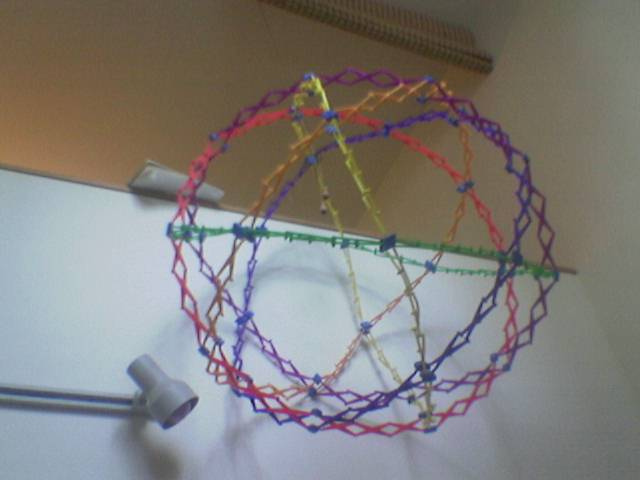
Sphère d'Hoberman commerciale.

Une sphère d'Hoberman, inventée par Chuck Hoberman, est une structure qui ressemble à une géode, mais capable de se plier à une fraction de sa taille normale par une action de ses joints, qui ressemblent à celle d'une paire de ciseaux. Une version colorée a été créée pour en faire un jouet pour enfant qui est devenu très populaire. De nombreuses tailles existent mais l'original avait un diamètre de 15 cm qui pouvait s'étirer pour atteindre une taille maximale de 76 cm.
Une sphère d'Hoberman est principalement constituée de six grands cercles qui forment au bord un icosidodécaèdre. Elle peut toutefois se déplier en permettant à certaines composantes de s'écarter. Dans les plus grands modèles, ceci peut être accompli en dévidant une chaîne ou une corde. Le mouvement de chaque joint est relié aux autres par un concept proche de la potence d'un miroir à raser fixé au mur.
La plus grande sphère d'Hoberman au monde se trouve dans la cour du Liberty Science Center (en), dans la ville de Jersey City au New Jersey. Lorsqu'elle est complètement dépliée, elle atteint 5,5 m de diamètre. Faite d'acier inoxydable et d'aluminium, cette sphère motorisée de 320 kg passe continuellement de sa position fermée à sa position ouverte. Suspendue au-dessus de la cour centrale, la sphère est reliée à un ordinateur qui l'ouvre et la referme selon une chorégraphie programmée tout en l'accompagnant de musique et de jeux de lumière.